# Pedrazzini Yacht- und Bootswerft

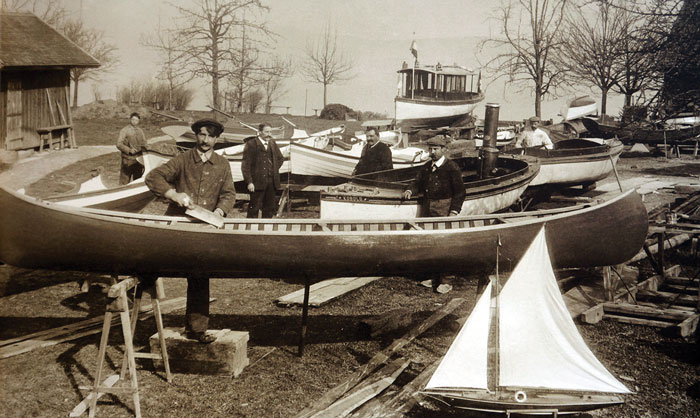
1914, Augusto Pedrazzini, Wollishofen Zürich, Switzerland

C. Pedrazzini Yacht- und Bootswerft ist der Name eines Schweizer Herstellers von Holzyachten mit Sitz in Bäch SZ.

## Geschichte

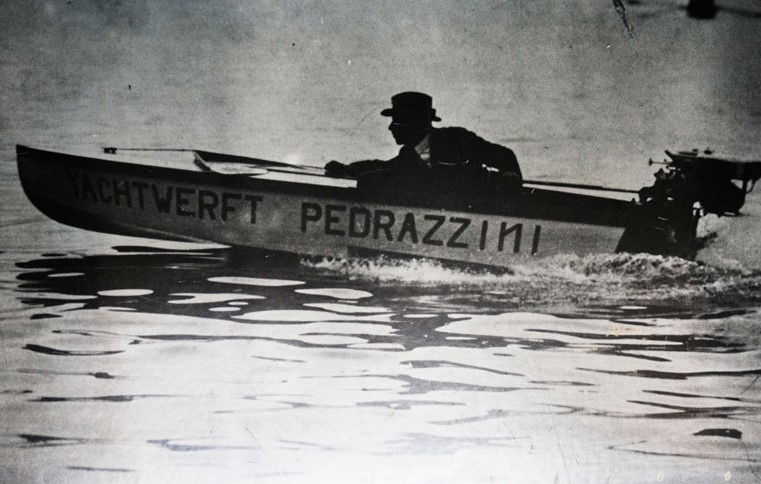
Yachtwerft Pedrazzini

Augusto Pedrazzini siedelte 1906 von Italien an den Zürichsee. Er begann dort Fischer- und Segelboote zu konstruieren und gründete im Jahr 1914 die C. Pedrazzini Yacht- und Bootswerft in Wolishofen ZH. 1924 zügelte er das Unternehmen nach Bäch SZ. 1951 übernahm Ferruccio Pedrazzini die Werft von seinem Vater. In den 1950er-Jahren entstand das Capri, an dem sich die heutigen Runabouts orientieren. Seit 1993 führt Claudio Pedrazzini das Unternehmen in dritter Generation (Stand 2017).

## Unternehmen
Die C. Pedrazzini Yacht- und Bootswerft produziert klassische Motorboote aus Mahagoni in gehobener Ausstattung. Das Unternehmen stellt pro Jahr zwischen 6 und 8 Boote her.  Zwischen 1800 und 4000 Stunden dauert der Bau eines Bootes.

## Modellpalette
| Modell  | Gewicht (kg) | Rumpflänge (m) | Breite (m) | Tiefgang (m) |
| ------- | ------------ | -------------- | ---------- | ------------ |
| Capri   | 2050         | 7.47           | 2.45       | 0.65         |
| Vivale  | 3400         | 8.87           | 2.72       | 0.73         |
| Special | 4400         | 10.30          | 2.98       | 0.82         |